# Делта робот
Делта роботи су врста пралелних робота, које карактеришу три руке причвршћене за базу робота. Кључна тачка дизајна делта робота је коришћење паралелограмских конструкција руку које подешавају оријентацију крајњег ефектора робота, који врши посао.
Делта роботи имају популарну употребу у прикупљању и паковању у фабрикама, јер могу бити прилично брзи, неки извршавају и до 300 комада у минути.

## Историја
Делта робот (робот са паралелном руком) иземио је почетком 1980 их истраживачки тим који је водио професор Реимонд Клавел Reymond Clavel на École Polytechnique Fédérale de Lausanne (EPFL, Switzerland). Након посете произвођачу чоколаде, члан тима је желео да развије робота за постављање пралина у своја паковања. Сврха ове нове врсте робота била је да манипулише малим предметима врло великом брзином за индустријске потребе у то време.
Швајцарска компанија Demaurex је 1987. године купила лиценцу за делта роботе и започела производњу делта робота за индустрију амбалаже. Реимонд Клавел је 1991. године представио своју докторску тезу „Дизајн брзог паралелног робота са 4 степена слободе“, и добио је златну награду за роботе 1999. године за свој рад и развој делта робота. Такође 1999. године, ABB Flexible Automation је започео продају свог делта робота.
2017. године, истраживачи харвардове лабораторије за микророботику минијатурисали су га пиезоелектричним актуаторима димензија 15 mm  15 mm к 20 mm и тежине 0,43 грама, способним да померају 1,3 г корисног оптерећења у радном простору запремине 7 кубних милиметара са прецизношћу од 5 микрометара, достижући брзине од 0,45 m/s  и убрзања од 215 m/s²  и понављајући образац на 75 Hz.

## Дизајн делта робота
Делта робот је паралелни робот, тј. Састоји се од више кинематичких ланаца који повезују базу са крајњим ефектором. Робот се такође може посматрати као просторна генерализација везе са четири шипке.
Кључни концепт делта робота је употреба паралелограма који ограничавају кретање крајње платформе у правцу X, Y или Z без ротације.
База робота је постављена изнад радног простора и сви покретачи су смештени на њoj. Од основе се пружају три средње спојена крака. Крајеви ових кракова повезани су с малом трокутастом платформом. Активирање улазних веза помериће троугласту платформу дуж X, Y или Z смера. Активирање се може извршити помоћу линеарних или ротационих актуатора, са или без редукција (директан погон).
Пошто су сви актуатори смештени у основи, кракови могу бити израђени од лаког композитног материјала. Као резултат тога, покретни делови делта робота имају малу инерцију. То омогућава веома велике брзине и велика убрзања. Повезивање свих кракова заједно са крајњим ефектором повећава крутост робота, али смањује његову радну запремину.
Верзија коју је развио Реимонд Цлавел има четири степена слободе: три превода и једну ротацију. У овом случају, четврта нога се протеже од базе до средине трокутасте платформе и даје крајњем ефектору четврти, ротациони степен слободе око вертикалне осе.

### Развијене друге верзије делта робота
- Делта са 6 степени слободе: развила компанија Фануц, на којој је серијски кинематик са 3 ротациона степена слободе постављен на крајњи ефектор
- Делта са 4 степена слободе: развила компанија Адепт, која има 4 паралелограма директно повезана са крајњом платформом, уместо да има четврту ногу која долази у средину крајњег ефектора
- Џепни Делта: развила швајцарска компанија Асирил СА, троосовинска верзија Делта Робота прилагођена флексибилним системима за додавање делова и другим брзим и прецизним апликацијама.
- Делта са директним погоном: 3 степена слободе Делта Робот има мотор директно повезан на рукама. Убрзања могу бити веома велика, од 30 [10] до 100 g.
- Делта коцка: развијена у ЕПФЛ универзитетској лабораторији ЛСРО, делта робот уграђен у монолитни дизајн, са зглобовима са флексибилним зглобовима. Овај робот је прилагођен за веома високе прецизности.
- Развијено је неколико аранжмана „линеарне делте“ где мотори покрећу линеарне актуаторе уместо да ротирају руку. Такви линеарни делта распореди могу имати много веће радне запремине од ротационих делта аранжмана[10][11].

Већина делта робота користи ротационе актуаторе. Вертикални линеарни актуатори су недавно коришћени (користећи линеарни делта дизајн) за израду новог дизајна 3Д штампача. Они нуде предности у односу на конвенционалне 3Д штампаче засноване на водећим вијцима, бржи приступ већем обиму израде за упоредиво улагање у хардвер.